# Henri Vallienne
Henri Vallienne (19. listopadu 1854 – 1. prosince 1908) byl francouzský lékař, esperantista.

## Dílo

### Původní tvorba
- KASTELO DE PRELONGO - rozsáhlý původní román, plný dobrodružství, záhad, intrik a justičních omylů
- ĈU LI - román, stylově revidován K. Kalocsayem

### Překlady do esperanta
- Manon Lescaut od A. Prévosta,
- MARGOT od Musseta,
- ENEIDO od Vergilia,
- LA METAMORFOZOJ od Ovidia - zůstala v rukopise,
- LA AVENTUROJ DE TELEMAKO od Fénelona - zůstala v rukopise.